# Flischberg
Flischberg ist ein Ortsteil der Gemeinde Schönthal im Landkreis Cham des Regierungsbezirks Oberpfalz im Freistaat Bayern.

## Geografie
Flischberg liegt 550 Meter südwestlich der Bundesstraße 22 und 2 Kilometer südlich von Schönthal. Westlich von Flischberg fließt der Oderbach und östlich der Teufelsbach nach Norden der Schwarzach zu. Südlich von Flischberg erstreckt sich in Ost-West-Richtung eine Hügelkette, die von Osten nach Westen vom Lixendöferinger Bierl (493 m ü. NHN), Boden-Holz (554 m ü. NHN), Vogelbierl (544 m ü. NHN) und Flischbacher Berg (584 m ü. NHN) gebildet wird.

## Geschichte
1298 stiftete Albrecht von Stauff zwei Höfe in Flischberg (auch: Flinsperck, Flinsperg, Vlinsperch, Flinspergk) dem Kloster Walderbach.
1317 schenkte Wernherus de Flinspach einen Hof in Flischberg an das Kloster Schönthal. 1334 wurde ein Hof in Flischberg in Zusammenhang mit einem Vergleich der Agnes von Schneeberg mit dem Kloster Schönthal genannt.
Im Verzeichnis der Erträge des Klosters Schönthal von 1429 wurde Flischberg genannt.
1505 wurde Flischberg genannt. 1522 erschien es mit 3 Amtsuntertanen. 1522 gehörten Untertanen in Flischberg zum Kastenamt Rötz. In einem Verzeichnis von 1588 wurden Mannschaften in Flischberg als zur Frais Schwarzenburg gehörig aufgeführt. 1588 hatte Flischberg 3 Höfe, 1 Sölde, 2 Inwohner. 1622 hatte es 4 Mannschaften.
In der Steueranlage von 1630 wurde das Pflegamt Rötz in vier Viertel eingeteilt. Dabei gehörte Flischberg zum 4. Viertel. 1630 hatte Flischberg 2 Höfe.
1808 gab es in Flischberg 4 Anwesen, 1 Hüthaus und 1 Weber.
1808 wurde die Verordnung über das allgemeine Steuerprovisorium erlassen. Mit ihr wurde das Steuerwesen in Bayern neu geordnet und es wurden Steuerdistrikte gebildet. Dabei kam Flischberg zum Steuerdistrikt Flischbach. Der Steuerdistrikt Flischbach bestand aus den Dörfern Flischbach, Flischberg, Gmünd, Grub, Öd, Steegen, Wenzenried und der Einöde Niederpremeischl.
1820 wurden im Landgericht Waldmünchen Ruralgemeinden gebildet. Dabei kam Flischberg zur Ruralgemeinde Flischbach. Die Gemeinde Flischbach bestand aus den beiden Dörfern Flischbach mit 32 Familien und Flischberg mit 9 Familien. Die Gemeinde Steegen bestand 1820 aus Niederpremeischl, Stanglhof, Steegen, Wenzenried. Öd bildete 1820 allein eine Gemeinde.
1837 wurde die Gemeinde Steegen mit der Gemeinde Öd zusammengelegt. Dabei kam außer Öd auch Flischberg zu Steegen.
Die Gemeinde Flischbach bestand von 1861 bis 1939 aus Flischbach, Stanglhof und Wenzenried. Die Gemeinde Steegen bestand 1861 bis 1939 aus Flischberg, Niederpremeischl, Öd, Steegen.
1939 wurde die Gemeinde Flischbach aufgelöst. Dabei kam Flischbach zu Steegen. Die Gemeinde Steegen bestand nun aus Flischbach, Flischberg, Niederpremeischl, Öd, Stanglhof, Steegen, Wenzenried.
1978 wurde die Gemeinde Steegen aufgeteilt. Dabei kamen Stanglhof, Steegen und Wenzenried zur Stadt Rötz und Flischbach, Flischberg, Niederpremeischl und Öd wurden nach Schönthal eingemeindet.
Flischberg gehörte zunächst zur Expositur Grafenkirchen, dann ab 1964 zur Pfarrei Döfering. 1997 hatte Flischberg 42 Katholiken.

## Einwohnerentwicklung ab 1820
| Jahr | Einwohner  | Gebäude |
| ---- | ---------- | ------- |
| 1820 | 9 Familien | k. A.   |
| 1838 | 43         | 6       |
| 1861 | 38         | 16      |
| 1871 | 36         | 22      |
| 1885 | 39         | 7       |
| 1900 | 18         | 4       |
| 1913 | 35         | 4       |

| Jahr | Einwohner | Gebäude |
| ---- | --------- | ------- |
| 1925 | 35        | 4       |
| 1950 | 33        | 4       |
| 1961 | 33        | 4       |
| 1970 | 23        | k. A.   |
| 1987 | 38        | 8       |
| 2011 | 20        | k. A.   |

## Tourismus
Südlich von Flischberg verläuft der 660 Kilometer lange Goldsteig und der Burgenweg.